# Carlos Ignacio Martínez de Campos y Serrano
Carlos Ignacio Martínez de Campos y Serrano (París, 1887 - Madrid, 20 de maig de 1975) fou un militar i historiador espanyol, duc de la Torre i comte de Llovera acadèmic de la Reial Acadèmia de la Història.

## Biografia
Era fill de José Martínez de Campos y Martín de Molina i de María de la Concepción Serrano y Domínguez y Domínguez Borrell, filla de Francisco Serrano Domínguez. Estudia batxillerat a Madrid i el 1903 ingressà a l'Acadèmia d'Artilleria de Segòvia, on hi assolí el grau de tinent el 1908. Va participar en la Guerra de Melilla i el 1918 es va diplomar en Estat Major. Després de fer d'agregat militar a la Xina i Japó va tornar el 1921 per lluitar a la Guerra del Rif. El 1923 fou enviat novament com a agregat militar a Roma, Sofia, Atenes i Ankara.
En la guerra civil espanyola fou cap d'artilleria de les Brigades i de l'Exèrcit del Nord, i va intervenir a la batalla de Terol, a la batalla de l'Ebre i a l'ofensiva sobre Catalunya. El 1940 fou ascendit a general de brigada i nomenat cap de l'Estat Major Central. De 1942 a 1945 fou professor d'estudis estratègics de l'Escola Politècnica Superior de l'Exèrcit, de 1946 a 1959 fou Governador militar del Campo de Gibraltar i de 1950 a 1953 Capità General de les Illes Canàries. L'octubre de 1957 va passar a la reserva. Fou preceptor de l'aleshores príncep Joan Carles.
El 1950 va ingressar com a acadèmic a la Reial Acadèmia de la Llengua i el 1963 a la Reial Acadèmia de la Història. També fou president honorífic de la Reial Societat Geogràfica d'Espanya i vocal del Patronat Juan de la Cierva del CSIC. Va morir d'una insuficiència respiratòria a l'Hospital de l'Aire de Madrid el 20 de maig de 1975.

## Obres
- Tratado de equitación (1912)
- La zona francesa de Marruecos (1918)
- Historia militar del Japón (1920)
- Las fuerzas militares del Japón (1922)
- Arte militar aéreo (1925)
- Ayer: 1892-1931 (1946)
- España Bélica: El Siglo XIX (1961)
- España bélica: el siglo XVI (1966)
- España bélica: El siglo XVII (1968)

## Biografia
- Biografia a les publicacions del Ministeri de Defensa